# Municipio de Waterford (condado de Clinton)
El municipio de Waterford (en inglés: Waterford Township) es un municipio ubicado en el condado de Clinton en el estado estadounidense de Iowa. En el año 2010 tenía una población de 692 habitantes y una densidad poblacional de 7,4 personas por km².

## Geografía
El municipio de Waterford se encuentra ubicado en las coordenadas 41°59′22″N 90°29′25″O / 41.98944, -90.49028. Según la Oficina del Censo de los Estados Unidos, el municipio tiene una superficie total de 93.57 km², de la cual 93,57 km² corresponden a tierra firme y (0 %) 0 km² es agua.

## Demografía
Según el censo de 2010, había 692 personas residiendo en el municipio de Waterford. La densidad de población era de 7,4 hab./km². De los 692 habitantes, el municipio de Waterford estaba compuesto por el 91,76 % blancos, el 0,43 % eran afroamericanos, el 1,3 % eran asiáticos, el 5,35 % eran de otras razas y el 1,16 % eran de una mezcla de razas. Del total de la población el 6,65 % eran hispanos o latinos de cualquier raza.